# Kathrin Haacker
Kathrin Haacker, född den 3 april 1967 i Wismar i Tyskland, är en östtysk och därefter tysk roddare.
Hon tog OS-brons i fyra utan styrman i samband med de olympiska roddtävlingarna 1992 i Barcelona.